# 犍為郡
犍为郡，又作楗為郡。中国古代的郡。东汉时期与蜀郡、广汉郡合称“三蜀”。

## 漢代犍為郡
西汉建元六年（前135年），唐蒙通夜郎后分广汉郡南部合夜郎国地置犍為郡，屬益州。《汉书·地理志》所记，戶十萬九千四百一十九，口四十八萬九千四百八十六。縣十二：僰道、江陽、武陽、南安、資中、符、牛鞞、南廣、漢陽、𨚲䣕、朱提、堂琅。后四县，即是以“夜郎”和“夜郎旁小邑”所新设的县。夜郎侯多同的儿子任令:21。
郡治在鄨县（今贵州省遵义市西）。元光五年（前130年）移治南广（今四川省高县、珙县境:21）。始元元年（前86年）移治僰道（今四川省宜宾市西南，隋移今市）。辖境为今四川省简阳、彭山等县以南，云南省东部、广西壮族自治区西北部及贵州省大部。元鼎六年（前111年），平且兰，析今广西壮族自治区西北部、云南省东部部分地区和贵州地区置牂牁郡。
东汉永初元年（107年），又分西南境置犍为属国，并移治武阳县（今四川省彭山县东）。東漢時期與蜀郡、廣漢郡合稱「三蜀」。南朝齐复治僰道。汉至南朝齐属益州。南梁废。

## 隋代犍為郡
隋朝大业时改戎州为犍为郡。

## 唐代犍為郡
天宝元年，改嘉州为犍为郡。下辖龙游县、玉津县、平羌县、峨眉县、夹江县、犍为县、绥山县、罗目县八县。乾元元年，复为嘉州。